# Prima Divisione Abruzzi 1940-1941
Fu il quarto livello della XXXVIII edizione del campionato italiano di calcio.

La Prima Divisione (ex Seconda Divisione) fu organizzata e gestita dai Direttori di Zona.

Le finali per la promozione in Serie C erano gestite dal Direttorio Divisioni Superiori (D.D.S.) che aveva sede a Roma.
Il Direttorio XII Zona gestiva le squadre della regione Abruzzo.

## Girone unico

### Squadre partecipanti
| Squadra                      | Città (provincia)    | Stagione precedente |
| ---------------------------- | -------------------- | ------------------- |
| S.S. Chieti (B = riserve)    | Chieti               |                     |
| G.I.L. Montesilvano Spiaggia | Montesilvano (PE)    |                     |
| Dop. Dinamite Nobel          | Pratola Peligna (AQ) |                     |
| G.S. Ortona                  | Ortona a Mare (CH)   |                     |
| S.S. Pescara (B = riserve)   | Pescara              |                     |
| A.S. Dinasimaz               | Popoli (PE)          |                     |

### Classifica finale
|  | Pos. | Squadra | Pt | G  | V | N | P | GF | GS | QR   |
|  | ---- | ------- | -- | -- | - | - | - | -- | -- | ---- |
|  | 1.   | ???     | ?? | 10 | . | . | . | .. | .. | ?,?? |
|  | 2.   | ???     | ?? | 10 | . | . | . | .. | .. | ?,?? |
|  | 3.   | ???     | ?? | 10 | . | . | . | .. | .. | ?,?? |
|  | 4.   | ???     | ?? | 10 | . | . | . | .. | .. | ?,?? |
|  | 5.   | ???     | ?? | 10 | . | . | . | .. | .. | ?,?? |
|  | 6.   | ???     | ?? | 10 | . | . | . | .. | .. | ?,?? |

Legenda:
      Campione abruzzese di 1ª Divisione.
      Retrocesso in Seconda Divisione.
Regolamento:
Due punti a vittoria, uno a pareggio, zero a sconfitta.
Quoziente reti in caso di pari punti, per qualsiasi posizione di classifica.

## Verdetti finali
- Ortona promosso in Serie C, ma rinuncia.[1]